# Präsenzbestand

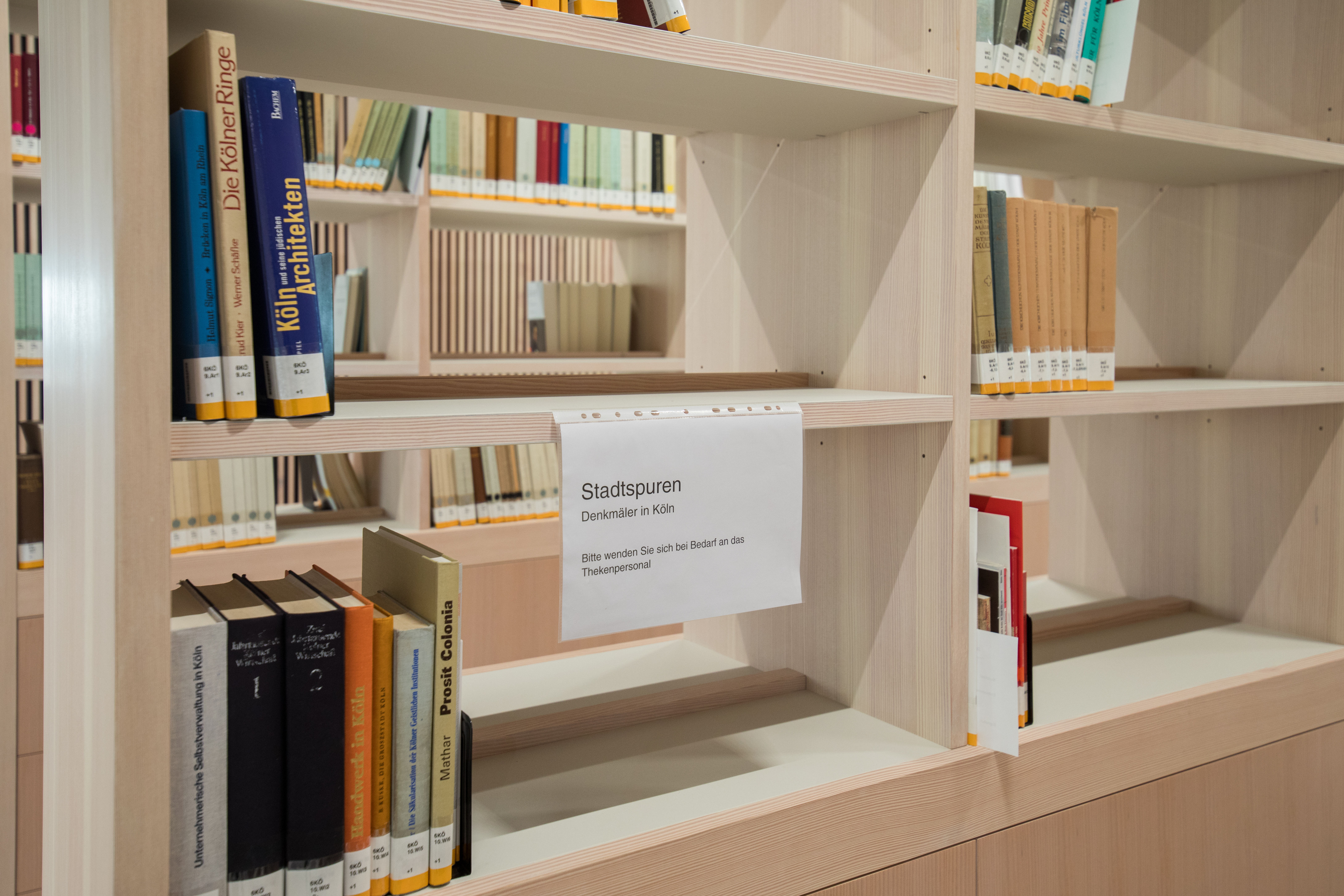
Präsenzbestand im gemeinsamen Lesesaal des Historischen Archiv der Stadt Köln und Rheinischen Bildarchivs

Ein Präsenzbestand oder eine Handbibliothek (manchmal auch Handapparat) sind in einer Bibliothek die Teile des Medienbestandes, die nur innerhalb der Räumlichkeiten der Bibliothek genutzt werden können und also nicht außer Haus entleihbar sind. Ein solches Medium heißt Präsenzexemplar.

## Öffentliche Bibliotheken
In öffentlichen Bibliotheken besteht der Bestand zum größten Teil aus Freihandliteratur. Bibliotheksnutzer sollen unmittelbaren Zugang den Büchern haben, um zum Lesen angeregt zu werden.  Zum Präsenzbestand gehören meist Tageszeitungen, Wochenzeitschriften, Lexika, Atlanten und andere Nachschlagewerke. Diese Medien werden häufig von Nutzern gebraucht und sollen dementsprechend stets verfügbar, also präsent sein.
Darüber hinaus haben meist auch besonders alte oder seltene Titel Präsenzcharakter, um eine unnötige Abnutzung zu vermeiden. Solche findet man in öffentlichen Bibliotheken allerdings seltener.

## Wissenschaftliche Bibliotheken
In Wissenschaftlichen Bibliotheken kann es auch vorkommen, dass der komplette Medienbestand nicht entleihbar ist. Dies sind meist Bibliotheken von wissenschaftlichen Einrichtungen, an denen vor Ort von eigenen Mitarbeitern Forschung betrieben wird, denen eine ständige Verfügbarkeit der Medien gewährleistet werden soll. In diesem Fall wird von einer Präsenzbibliothek gesprochen.
Universitätsbibliotheken haben meist sowohl einen Präsenzbestand als auch einen ausleihbaren Bestand an Titeln. Zum Präsenzbestand gehören vor allem Lexika und Nachschlagewerke, Zeitschriften, Loseblattsammlungen, Semesterapparate, sowie häufig genutzte Literatur wie Lehrbücher. Aber auch alte und seltene Werke, deren Sicherung und Erhaltung im Vordergrund steht (z. B. Handschriften, Inkunabeln), gehören in den Präsenzbestand.

## Beispiele
- Präsenzbestände der Universitätsbibliothek Augsburg